# Acacia cremiflora
Acacia cremiflora é uma espécie de leguminosa do gênero Acacia, pertencente à família Fabaceae.